# بيل فريست
ويليام هاريسون فريست (من مواليد 22 فبراير 1952) هو طبيب ورجل أعمال وسياسي أمريكي شغل منصب عضو مجلس الشيوخ الأمريكي من ولاية تينيسي من عام 1995 إلى عام 2007. جراح زراعة القلب والرئة حسب المهنة، وكان زعيم الأغلبية في مجلس الشيوخ من 2003 إلى 2007. هو عضو في الحزب الجمهوري.
ولد في ناشفيل بولاية تينيسي، درس فريست سياسة الرعاية الصحية في جامعة برينستون وتدرب مع الممثل الأمريكي جو إل إيفينز. بدلاً من الانخراط مباشرة في السياسة، حصل فريست على درجة دكتوراه في الطب من كلية الطب بجامعة هارفارد، وأصبح جراحًا في مستشفى ماساتشوستس العام والعديد من المستشفيات الأخرى. في الموجة الجمهورية عام 1994، هزم السيناتور الديمقراطي الحالي جيم ساسر. تعهد بأن يخدم فترتين فقط.
بعد أن شغل منصب رئيس اللجنة الوطنية لمجلس الشيوخ الجمهوري، خلف فريست توم داشل كزعيم للأغلبية في مجلس الشيوخ. ساعد فريست في تمرير عدة أجزاء من الأجندة المحلية للرئيس جورج دبليو بوش، بما في ذلك قانون التوفيق بين الوظائف والإعفاء الضريبي للنمو لعام 2003 وخطة بيبفار. كما كان مؤيدًا قويًا لقانون حظر الإجهاض الجزئي ومدافعًا بارزًا عن إصلاح الضرر. ترك فريست مجلس الشيوخ في عام 2007، وفاءً بالتزامه بعدم الخدمة لأكثر من فترتين.

## النشأة والتعليم
ولد فريست في ناشفيل، تينيسي، ابن دوروثي (ني كيت) فريست وتوماس فيرن فريست، الأب. وهو من الجيل الرابع من ولاية تينيسي. كان والده طبيبًا وأسس منظمة أعمال الرعاية الصحية التي أصبحت مؤسسة المستشفيات الأمريكية. أصبح شقيق فريست، توماس إف فريست جونيور، رئيس مجلس الإدارة والرئيس التنفيذي لشركة هوسبيتال كوربوريشن أوف أمريكا في عام 1997.
تخرج فريست من أكاديمية مونتغمري بيل في ناشفيل، ثم من جامعة برينستون في عام 1974، حيث تخصص في سياسة الرعاية الصحية في كلية وودرو ويلسون للشؤون العامة والدولية. كان فريست عضوًا في نادي الجامعة المنزلية عندما كان طالبًا في جامعة برينستون. في عام 1972، أجرى تدريبًا صيفيًا مع عضو الكونجرس من ولاية تينيسي جو إل إيفينز، الذي نصح فريست بأنه إذا كان يريد ممارسة مهنة سياسية، فيجب أن يكون له أولاً مهنة خارج السياسة. انتقل فريست إلى كلية الطب بجامعة هارفارد، حيث حصل على درجة دكتور في الطب مع مرتبة الشرف عام 1978. أثناء وجوده في جامعة هارفارد، تقاسم شقة مع عضو الكونجرس الأمريكي المستقبلي ديفيد وو.
بينما كان طالبًا في كلية الطب في السبعينيات، أجرى فريست تجارب طبية قاتلة وتشريحًا حيويًا على قطط المأوى أثناء بحثه عن استخدام الأدوية على الصمام التاجي. من خلال حسابه الخاص، حصل فريست بشكل غير صحيح على هذه القطط من ملاجئ الحيوانات في بوسطن، وأخبر طاقم المأوى كذباً أنه يتبنى القطط كحيوانات أليفة. أكد فريست في كتابه أنه استسلم للضغوط للنجاح في كلية الطب شديدة التنافسية.
أصبحت معاملة فريست للقطط مثيرة للجدل لأول مرة في عام 1994، في حملته الأولى في مجلس الشيوخ، عندما وصفه المعسكر المعارض في الانتخابات التمهيدية الجمهورية بأنه قاتل القطط. أثار هذا الأمر مرة أخرى جدلاً عامًا في عام 2002، بعد ذكره في ملف تعريف بوسطن غلوب، نُشر بعد انتخابه كزعيم للأغلبية في مجلس الشيوخ.
بين عامي 1997 و 2006، حصل فريست على درجات فخرية من خمس كليات وجامعات تاريخياً للسود، بما في ذلك جامعة فيسك، وجامعة هوارد، وكلية لوموين أوين، وكلية ميهاري الطبية، وكلية مورهاوس للطب.

## مهنة طبية
انضم فريست إلى مختبر دبليو جون باول جونيور في مستشفى ماساتشوستس العام في عام 1977، حيث واصل تدريبه في فسيولوجيا القلب والأوعية الدموية. غادر المختبر في عام 1978 ليصبح مقيمًا في الجراحة بمستشفى ماساتشوستس العام. في عام 1983، أمضى بعض الوقت في مستشفى ساوثهامبتون العام، ساوثهامبتون، إنجلترا كمسجل أول في جراحة القلب والصدر. عاد إلى ولاية ماساتشوستس في عام 1984 كرئيس مقيم وزميل في جراحة القلب. من عام 1985 حتى عام 1986، كان فريست زميلًا أول ورئيسًا مقيمًا في خدمة زراعة القلب وجراحة القلب في كلية الطب بجامعة ستانفورد.
بعد إنهاء الزمالة، أصبح عضوًا في هيئة التدريس في المركز الطبي بجامعة فاندربيلت، حيث بدأ برنامج زراعة القلب والرئة. أصبح جراحًا في مستشفى ناشفيل للمحاربين القدامى. في عام 1989، أسس مركز فاندربيلت للزراعة. في عام 1991، أجرى فريست عملية جراحية للملازم أول ديفيد بترايوس بعد أن أصيب في حادث تدريب في فورت كامبل. في عام 1998، أدار فريست المساعدة للضحايا والمطلق النار في 1998 إطلاق النار في العاصمة.

## سيناتور الولايات المتحدة (1995-2007)
في عام 1990، التقى فريست مع زعيم الأغلبية السابق في مجلس الشيوخ هوارد بيكر حول إمكانيات المناصب العامة. نصحه بيكر بمتابعة مجلس الشيوخ واقترح في عام 1992 أن يبدأ فريست الاستعدادات للترشح في عام 1994. بدأ فريست في بناء الدعم. خدم في فرقة العمل الطبية التابعة لحاكم ولاية تينيسي من 1992 إلى 1993، وانضم إلى اللجنة التوجيهية الوطنية لتحالف الرعاية الصحية التابع للجنة الوطنية الجمهورية، وكان نائب مدير حملة تينيسي بوش - كوايل 1992. 

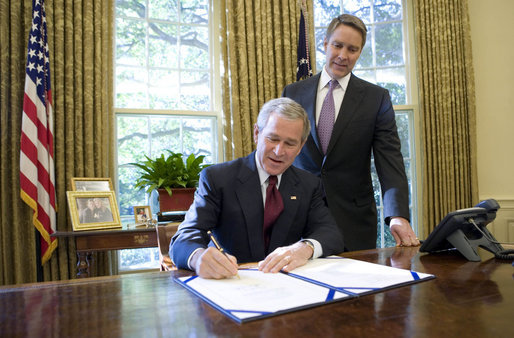
ينظر الأول إلى الرئيس جورج دبليو بوش وهو يوقع على قانون حظر انتشار الأسلحة النووية لكوريا الشمالية Pub. L. 109–353 (نص) (pdf)) في القانون.

خلال انتخابات 1994، وعد فريست بعدم الخدمة لأكثر من فترتين، وهو الوعد الذي أوفى به.
اتهم فريست خصمه عام 1994، السيناتور الحالي جيم ساسر، بـ «إرسال أموال تينيسي إلى واشنطن العاصمة»، وقال: «بينما كنت أقوم بزرع رئتين وقلوب لشفاء التنيسيين، كان جيم ساسر يزرع محافظ تينيسي في واشنطن، منزل ماريون باري». خلال الحملة انتقد أيضًا ساسر لمحاولته أن يصبح زعيم الأغلبية في مجلس الشيوخ، مدعيا أن خصمه سيقضي وقتًا أطول في رعاية أعمال مجلس الشيوخ أكثر من أعمال تينيسي. فاز فريست في الانتخابات بفوزه على ساسر بفارق 13 نقطة في حملة الاجتياح الجمهوري لمجلسي الكونجرس عام 1994، وبذلك أصبح أول طبيب في مجلس الشيوخ منذ 17 يونيو 1938، عندما توفيت رويال إس كوبلاند.
في حملته لإعادة انتخابه عام 2000، فاز فريست بسهولة بنسبة 66 في المائة من الأصوات. حصل على أكبر عدد من الأصوات على الإطلاق من قبل مرشح على مستوى الولاية. تم تغريم منظمة حملة فريست لعام 2000 لاحقًا من قبل لجنة الانتخابات الفيدرالية لفشلها في الكشف عن قرض بقيمة 1.44 مليون دولار تم الحصول عليه بالاشتراك مع منظمة حملة 1994. دفع فريست غرامة مدنية قدرها 11000 دولار في تسوية مع لجنة الانتخابات الفيدرالية.
أيد فريست حرب العراق أثناء وجوده في مجلس الشيوخ. أيد الغزو الأولي وكذلك الحرب أثناء التمرد العراقي.
دخل فريست لأول مرة دائرة الضوء الوطنية عندما أطلق راسل يوجين ويستون جونيور النار على ضابطي شرطة في الكابيتول داخل مبنى الكابيتول في الولايات المتحدة في عام 1998. قدم أقرب طبيب رعاية طبية فورية (لم يتمكن من إنقاذ الضابطين، لكنه تمكن من إنقاذ ويستون). كما كان المتحدث باسم الكونجرس خلال هجمات الجمرة الخبيثة عام 2001.
كرئيس للجنة مجلس الشيوخ الوطني الجمهوري، ساعد الجمهوريين على استعادة مجلس الشيوخ في انتخابات التجديد النصفي لعام 2002. جمعت لجنته 66.4 مليون دولار للفترة 2001-2002، بزيادة قدرها 50٪ عن العام السابق. 

### زعيم الأغلبية في مجلس الشيوخ (2003-2007)
في 23 ديسمبر 2002، تم انتخاب فريست زعيم الأغلبية في مجلس الشيوخ. أصبح ثالث أصغر زعيم أغلبية في مجلس الشيوخ في تاريخ الولايات المتحدة. في كتابه 2005، قطط الرعي، حياة في السياسة، اتهم سلف فريست، ترينت لوت، فرست بالتآمر لإخراج لوت من منصب زعيم الأغلبية في مجلس الشيوخ.
في الدورة التشريعية لعام 2003، تمتعت فريست بالعديد من النجاحات. كان قادرًا على دفع العديد من المبادرات حتى تؤتي ثمارها، بما في ذلك التخفيض الضريبي الثالث لإدارة بوش والتشريع الذي يقيد الإجهاض.[بحاجة لمصدر] قاد الكفاح ضد إجراء نادر للإجهاض في وقت متأخر، والتوسع والاستخراج السليمين، والذي تم وصفه سياسيًا من قبل معارضي الإجهاض بأنه إجهاض جزئي للولادة. شارك فريست في رعاية  وصوت لصالح قانون حظر الإجهاض الجزئي لعام 2003، وضد تعديل ليشمل استثناء صحة المرأة (قائلاً إنه يعتبر الإجراء خطرًا على صحة المرأة).[بحاجة لمصدر أفضل] ومع ذلك، فإن التكتيكات التي استخدمها لتحقيق تلك الانتصارات أدت إلى نفور العديد من الديمقراطيين. كما كان له دور فعال في تطوير ثم تمرير خطة الرئيس للطوارئ للإغاثة من الإيدز (PEPFAR)، وهي التزام تمويلي تاريخي وغير مسبوق لمكافحة المرض. في عام 2004، على سبيل المقارنة، لم ير أي نجاحات تشريعية كبيرة، مع تفسيرات تراوحت من تكتيكات التأجيل من قبل الديمقراطيين إلى الافتقار إلى الوحدة داخل الحزب الجمهوري.[بحاجة لمصدر]

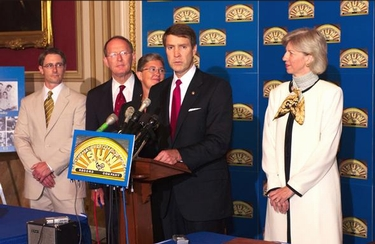
السيناتور. أولا مع السيناتور. لامار الكسندر ووزير الداخلية جيل نورتون

في خطاب بارز وبث على المستوى الوطني أمام المؤتمر الوطني الجمهوري في أغسطس 2004، سلط فريست الضوء على خلفيته كطبيب وركز على العديد من القضايا المتعلقة بالرعاية الصحية. وتحدث لصالح فائدة الأدوية التي تصرف بوصفة طبية التي تم إقرارها مؤخرًا من برنامج ميديكير وإقرار التشريع الذي ينص على حسابات التوفير الصحية.[بحاجة لمصدر]
في حجة حماسية لإصلاح الضرر الناجم عن سوء الممارسة الطبية، دعا فريست محاميي محاكمة الإصابات الشخصية «المفترسون»: «يجب أن نمنعهم من تحريف الأدوية الأمريكية في يانصيب التقاضي حيث يحصلون على الفوز بالجائزة الكبرى وينتهي الأمر بكل مريض بالدفع». كان فريست مدافعًا عن فرض قيود على المبالغ المالية التي يمكن للمحاكم منحها للمدعين عن الأضرار غير الاقتصادية في قضايا سوء الممارسة الطبية.
خلال موسم انتخابات 2004، استخدم فريست تكتيكًا سياسيًا غير مسبوق بالذهاب إلى الولاية الأصلية لزعيم الأقلية في حزب المعارضة، الديموقراطي توم داشل من ساوث داكوتا، والقيام بحملات نشطة ضده. هزم خصم داشل الجمهوري، جون ثون، داشل. عمل فريست وداشل معًا في وقت لاحق في مركز السياسات من الحزبين وتحدثا معًا في مؤتمرات وأحداث الرعاية الصحية.
العديد من معارضي فريست  اتهمه بالقوادة الناخبين الجمهوريين في الانتخابات التمهيدية واتخاذ مواقف متطرفة بشأن القضايا الاجتماعية مثل قضية تيري شيافو لإرضاء القاعدة الجمهورية. ومع ذلك، غير فريست موقفه بشأن أبحاث الخلايا الجذعية. أيد فريست في البداية فرض حظر كامل على استنساخ البشر، بما في ذلك أبحاث الخلايا الجذعية الجنينية. منذ عام 2001، دعم فريست الرئيس جورج دبليو بوش في إصراره على استخدام الخطوط الموجودة حاليًا فقط في أبحاث الخلايا الجذعية. ومع ذلك، في يوليو 2005، عكس فريست مساره وأيد خطة أقرها مجلس النواب لتوسيع التمويل الفيدرالي للبحث، قائلاً «إنها ليست مجرد مسألة إيمان، إنها مسألة علمية». حتى ذلك الحين، كان التشريع يعتبر مكبلاً في زجاجات في مجلس الشيوخ. سرعان ما أثار القرار انتقادات من جيمس دوبسون ومسيحيين آخرين،  لكنه نال الثناء من السيدة الأولى السابقة نانسي ريغان.
في معركة تأكيد مطولة حول اختيار بوش لسفير الولايات المتحدة لدى الأمم المتحدة، جون آر بولتون، فشل فريست - في مناسبتين - في حصد 60 صوتًا لكسر الجلطة. حصل الترشيح على عدد أقل من الأصوات في المحاولة الثانية لفرست، وحتى أنه فقد دعم أحد الجمهوريين المعتدلين (جورج فوينوفيتش من ولاية أوهايو). في 21 يونيو 2005، قال فريست إن الوضع «مستنفد» ولن يكون هناك المزيد من الأصوات. بعد ساعة واحدة فقط، بعد حديثه إلى البيت الأبيض، قال فريست: «أوضح الرئيس أنه يريد تصويتًا لصالح أو لأسفل». أدى هذا التحول المفاجئ في الإستراتيجية إلى اتهامات بالتقلبات في الرد على ضغوط من إدارة بوش. ومع ذلك، لم يتم إجراء تصويت بالرفض، وقام بوش بتعيين بولتون في العطلة.

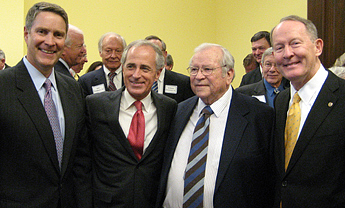
الأول عند تنصيب خليفته بوب كوركر (الثاني على اليسار). إلى جانب السيناتور السابق عن ولاية تينيسي هوارد بيكر (الثاني من اليمين)، والسيناتور الكبير لامار ألكسندر (أقصى اليمين).

تعهد فريست بمغادرة مجلس الشيوخ بعد فترتين في 2006 ولم يخوض الانتخابات التمهيدية للحزب الجمهوري لعام 2006 لمقعده في مجلس الشيوخ. قام بحملة مكثفة لصالح المرشح الجمهوري بوب كوركر، الذي فاز بهامش ضئيل على عضو الكونجرس هارولد فورد جونيور في الانتخابات العامة.[بحاجة لمصدر]

#### قضية شيافو
في حالة تيري شيافو، وهي امرأة مصابة بتلف في الدماغ أراد زوجها إزالة أنبوب التغذية المعدي، عارض فريست عملية الإزالة. في خطاب ألقاه عام 2005 في قاعة مجلس الشيوخ، طعن في تشخيص أطباء قضية تيري شيافو لكون شيافو في حالة إنباتية مستمرة (PVS): «أشكك في ذلك بناءً على مراجعة مقطع الفيديو الذي قضيت ساعة أو نحو ذلك في النظر إليه أخيرًا ليلة في مكتبي». بعد وفاتها، أظهر تشريح الجثة علامات تلف طويل الأمد وغير قابل للإصلاح في الدماغ يتوافق مع PVS. دافع فريست عن أفعاله بعد تشريح الجثة.

#### قانون إنفاذ قوانين المقامرة غير المشروعة عبر الإنترنت (UIGEA)
قبل أن يؤجل الكونجرس انتخابات عام 2006، في ما يسميه السياسيون «هبوط منتصف الليل»، قام فريست بإدراج فقرات قانون إنفاذ قوانين المقامرة غير المشروعة عبر الإنترنت (UIGEA) في قانون الأمن والمساءلة الأكبر غير المرتبط بكل ميناء (SAFE). كان قانون ملاذ آمن نفسه عبارة عن مشروع قانون «يجب إقراره» متأخرًا يهدف إلى حماية الموانئ من تسلل الإرهابيين. في استطلاع زوغبي إنترناشيونال، يعتقد 87٪ أن المقامرة عبر الإنترنت هي خيار شخصي لا ينبغي حظره. أظهر استطلاع أجرته وول ستريت جورنال أن 85٪ يعارضون الحظر الحكومي للمقامرة عبر الإنترنت. أصبحت قانون إنفاذ قوانين المقامرة غير المشروعة عبر الإنترنت أساس الحملة الحكومية التي شنتها وزارة العدل الأمريكية في 15 أبريل 2011 ومصادرة أسماء المجال لثلاثة من أفضل مواقع البوكر عبر الإنترنت في العالم، والتي يطلق عليها اسم «الجمعة السوداء» في مجتمع البوكر. أصدر مكتب المستشار القانوني بوزارة العدل لاحقًا رأيًا في سبتمبر 2011، يفيد بأن قانون إنفاذ قوانين المقامرة غير المشروعة عبر الإنترنت تنطبق فقط على المراهنة على الأحداث والمسابقات الرياضية وليس على الأنواع الأخرى من المقامرة عبر الإنترنت.

## مهنة ما بعد مجلس الشيوخ

### المشاركة السياسية
تم ذكر فريست كمرشح رئاسي جمهوري محتمل لعام 2008 وكمرشح جمهوري محتمل لعام 2010 لحاكم ولاية تينيسي. لم يرشح نفسه لمنصب الرئيس في عام 2008 أو لمنصب الحاكم في عام 2010.
في عام 2009، صرح فريست أنه كان سينفصل عن حزبه بالتصويت لصالح قانون حماية المريض والرعاية الميسرة، الذي عارضه الجمهوريون بالإجماع. في يناير 2011، بعد أن استعاد الجمهوريون الأغلبية في مجلس النواب، دعاهم فريست إلى عدم محاولة إلغاء قانون الرعاية الصحية.

### مساع أخرى
بعد مغادرة مجلس الشيوخ الأمريكي، أصبح فريست رئيسًا مشاركًا لـصوت واحد '08، وهي مبادرة من حملة حملة وان، مع زعيم الأغلبية السابق في مجلس الشيوخ توم داشل (D-SD). وفقًا لموقع حملة وان، «تصويت واحد 2008 هي حملة غير حزبية غير مسبوقة لجعل الصحة العالمية والفقر المدقع من أولويات السياسة الخارجية في الانتخابات الرئاسية لعام 2008».  سافر فريست إلى إفريقيا لحملة حملة وان في يوليو 2008. 
في عام 2008، أصبح شريكًا في شركة كريسي وشركاه. ومقرها شيكاغو، حيث استثمر في سوق الرعاية الصحية في البلاد.
في عام 2009، أطلق فريست منظمة غير ربحية لإصلاح التعليم على مستوى الولاية تستهدف التعليم من مرحلة رياض الأطفال حتى نهاية التعليم الثانوي تسمى سكور (تعاونية حكومية بشأن إصلاح التعليم).  مهمة المنظمة هي «دعم عمل تينيسي بشكل تعاوني لإعداد الطلاب للكلية والقوى العاملة.» شغل فريست منصب رئيس مجلس إدارة سكور.  كجزء من عمل سكور، يقدم فريست تقرير حالة التعليم في تينيسي في بداية كل عام، نظرة شاملة على جهود الولاية لتحسين التعليم العام. في عام 2013، أعرب فريست عن دعمه للمعايير الأكاديمية العليا في الصفوف من رياض الأطفال وحتى الصف الثاني عشر، وإعادة إقرار قانون التعليم الابتدائي والثانوي، وتحسين الجهود لتحديد وتعزيز ومكافأة التدريس الفعال.
في مايو 2009، انضم فريست إلى مختبر الطب الشرعي الكيميائي واختبار الأدوية شركة إيجيس للعلوم. كمستشار للرعاية الصحية وعضو في مجلس إدارتها. تشمل مسؤولياته الجديدة المساعدة في تطوير إيجيس لتحالف استراتيجي مع المركز الطبي لجامعة فاندربيلت، وتقديم المشورة بشأن أبحاث الشركة وتطويرها لتقييم السموم المعتمد على المختبرات الجديدة، وتقديم المشورة لشركة إيجيس بشأن قضايا الرعاية الصحية العامة. 
في نوفمبر 2009، انضم فريست إلى مجلس إدارة شركة خدمات البحوث المتحدة للهندسة والبناء والخدمات الفنية لتقديم خبرته ومنظوره الفريد في مجموعة واسعة من القضايا الاقتصادية.
في مارس 2010، تم تعيين فريست كعضو في مجلس إدارة صندوق كلينتون بوش هاييتي المكون من ستة أشخاص، والذي جمع 66 مليون دولار للإغاثة الفورية من الزلزال وجهود الإنعاش طويلة الأجل في الدولة الكاريبية. 
عمل فريست أيضًا كزميل أول في مركز السياسات بين الحزبين. اعتبارًا من عام 2020، أصبح قائدًا مشاركًا في مشروع الصحة.

## كتب
في يونيو 1989، نشر فريست كتابه الأول، زرع الأعضاء: وصف جراح القلب عن دراما الحياة والموت في الطب الجديد، حيث كتب: «الطبيب هو رجل وظيفته تبرر كل شيء. الحياة هي هدية وليست حقًا غير قابل للتصرف». مع جيه هيلدمان، قام بتحرير «الجولات الكبرى في زرع» في عام 1995.  في أكتوبر 1999، شارك فريست في تأليف أعضاء مجلس الشيوخ في ولاية تينيسي، 1911-2001: صور للقيادة في قرن من التغيير مع جيه لي أنيس جونيور 
في مارس 2002، نشر فريست كتابه الثالث، عندما تكون كل لحظة مهمة: ما تحتاج لمعرفته حول الإرهاب البيولوجي من الطبيب الوحيد في مجلس الشيوخ. بينما تلقى الكتاب استحسانًا بشكل عام، فقد أثار لاحقًا اتهامات بالنفاق فيما يتعلق بملاحظاته حول ريتشارد كلارك. عندما نشر كلارك كتابه ضد جميع الأعداء في عام 2004، صرح فريست «إنني منزعج من أن يقوم شخص ما ببيع كتاب، والتداول على خدمتهم بصفتهم شخصًا مطلعًا في الحكومة يتمتع بإمكانية الوصول إلى المعلومات الاستخباراتية الأكثر قيمة لأمتنا، من أجل الاستفادة من المعاناة التي يسببها هذا الأمر. عانت الأمة في 11 سبتمبر 2001».
في ديسمبر 2003، أصدر فريست والمؤلف المشارك شيرلي ويلسون كتاب الترويج الذاتي، الناس الطيبون يجلبون أناسا طيبين: أنساب العائلة الأولى.

## الحياة الشخصية
الأول هو ابن توماس إف فريست، الأب ودوروثي كيت. لديه أربعة أشقاء: رجل الأعمال والمحسن توماس إف فريست جونيور؛ د. روبرت أ. فريست؛ دوروثي ف. وماري إف بارفيلد.
في عام 1981، تزوج فريست من كارين ماكلولين. روى فريست في مذكراته عام 2009 لقاءه بزوجته المستقبلية في عام 1979 عندما حضرها في عيادة في بوسطن. كان مخطوبة لامرأة أخرى في ولاية تينيسي، ووقفها قبل أسبوع من الزفاف. لديهم ثلاثة أبناء: هاريسون وجوناثان وبريان. كانت العائلة الأولى أعضاء في الكنيسة المشيخية الوطنية في واشنطن العاصمة، وبحسب ما ورد تقدمت كارين فريست بطلب الطلاق في 7 سبتمبر 2012. تم الانتهاء من طلاق فريست في ديسمبر 2012.
في 29 مايو 2015، تزوج فريست من تريسي لين روبرتس (ب. 14 أبريل 1962). يقيم الزوجان في ناشفيل بولاية تينيسي.

### ثروته
اعتبارًا من عام 2005، كان لدى فريست ثروة بملايين الدولارات، معظمها نتيجة ملكيته لأسهم في شركة مستشفى شركة الأمريكية، وهي سلسلة مستشفيات هادفة للربح أسسها شقيقه ووالده. أدرج نموذج الإفصاح المالي لعام 2005 الصادر عن فريست صناديق ائتمان عمياء تتراوح قيمتها بين 15 مليون دولار و 45 مليون دولار.
كان أعضاء العائلة الأولى مانحين رئيسيين لجامعة برينستون، حيث تعهدوا بتقديم 25 مليون دولار في عام 1997 لبناء مركز الحرم الجامعي الأول. دانييل غولدن، صحفي في وول ستريت جورنال ومؤلف كتاب ثمن القبول: كيف تشتري الطبقة الحاكمة في أميركا الطريق إلى كليات النخبة - ومن يترك خارج البوابات، اقترح أن اثنين من أبناء فريست (هاريسون وبريان) اعترفوا في برينستون كاعتراف بهذا التبرع بدلاً من الجدارة الأكاديمية واللامنهجية الخاصة بهم.
كان بيل وكارين فريست الأمناء الوحيدين المسؤولين عن مؤسسة عائلية تحمل اسم السيناتور والتي كان لديها أكثر من 2 مليون دولار من الأصول في عام 2004. كان هو وإخوته نواب لرئيس مؤسسة خيرية أخرى تحمل أسماء والديهم. فشل فريست في سرد مواقفه مع المؤسستين في استمارة الكشف في مجلس الشيوخ. في يوليو 2006، عندما أثيرت هذه المسألة من قبل وكالة أسوشيتد برس، قال موظفوه إن النموذج سيتم تعديله. كان فريست قد كشف سابقًا عن منصبه في مجلس إدارة منظمة عالم الأمل، وهي مؤسسة خيرية تقدم المال لأسباب مرتبطة بالإيدز. خضعت المؤسسة الخيرية للتدقيق بسبب دفع أتعاب استشارية لأعضاء الدائرة السياسية الداخلية لفريست. أدت حالة الثقة العمياء لشركة فريست وما تلاها من تصريحات حولها وأنشطة داخلها إلى تحقيق لجنة الأوراق المالية والبورصات. تم استجوابه في عام 2005 من قبل لجنة الأوراق المالية والبورصات (SEC) حول مبيعات الأسهم المزعومة بناءً على معلومات داخلية. تم إغلاق التحقيق بعد 18 شهرًا ولم يتم توجيه أي تهم. وقال فريست في بيان: «لطالما تصرفت بنفسي وفقًا لأعلى المعايير الأخلاقية في كل من حياتي الشخصية والعامة، ويسعدني أنا وعائلتي أن هذا الأمر قد تم حله».

## الجوائز
في عام 2001، حصل على جائزة اللوحة الذهبية من الأكاديمية الأمريكية للإنجاز.
في عام 2011، حصل على جائزة أولتشي للقيادة الإنسانية تقديراً لجهوده المنقذة للحياة في جميع أنحاء العالم، وأهمية طيران الأعمال لهذه المساعي.